# ایمورتال
ایمورتال (به انگلیسی: Immortal) یک گروه بلک متال از برگن نروژ است که در سال ۱۹۹۰ توسط گیتاریست و خواننده گروه، اباث دوم اکولتا و گیتاریست اسبق گروه، دیموناز دوم اکولتا تشکیل شد. در سه آلبوم رسمی ابتدایی گروه، آن‌ها با درامر‌های بسیاری (نظیر گرایم، آرماگدا و هل همر) همکاری کردند تا اینکه سرانجام هورگ (Horgh) در سال ۱۹۹۶ به عنوان درامر به گروه می پیوندد و به یک پای ثابت گروه تبدیل می‌شود.
ایمورتال در ابتدای فعالیت در واقع یک گروه دث متال محسوب می‌شد اما پس از گذشت یک سال از فعالیتش، خود را در عرصهٔ بلک متال معرفی کرد و این اتخاب به شدت روند رو رشدی را برای گروه فراهم کرد. نخستین دموی آن‌ها در سال ۱۹۹۱ با نام Suffocation انتشار یافت تا اینکه نخستین آلبوم رسمی آن‌ها با عنوان Diabolical Fullmoon Mysticism در ژوئیه ۱۹۹۲ عرضه شد.
منتقدین از ایمورتال به عنوان یکی از قدیمی‌ترین و تأثیرگذارترین باندهای تاریخ بلک متال یاد می‌کنند. در سال ۲۰۰۳ اتفاق عجیبی رخ داد و خبر انحلال این گروه در رسانه‌ها پیچید. گروه ایمورتال به دلایل نا مشخصی دیگر قادر به ادامه کار نبود اما سرانجام در سال ۲۰۰۶ گروه با اجرای چندین کنسرت بازگشت. آخرین عضو گروه اپولیون نام دارد که در سال ۲۰۰۶ به عنوان بیسیست به گروه پیوست. آخرین آلبوم استودیویی آن‌ها Northern Chaos Gods نام دارد که در سال ۲۰۱۸ منتشر شد.

## سبک و متن اشعار
پایه و اساس کلیه فعالیت‌ها و متن اشعار ادبی گروه ایمورتال، فلسفهٔ قلمرو Blashyrkh است  که در واقع یک سرزمین خیالی است که از آن به "قلمرو شیطان-و-میدان رزم" نیز یاد شده‌است. ایدهٔ پدید این سرزمین از دیموناز و اِباث بوده‌است که اباث آن را از حس انزوایی که از زندگی در برگن داشته‌است پدید آورده‌است. آن‌ها Blashyrkh را از آینه همان احساسات به وجود آورده و مبنای آن در نروژ٬ از جمله "مناظر زمستان"، "جنگل ها"، "کوه ها"، "تاریکی و مه" و "دره و یخبندان" دانسته‌اند.

## وضعیت ظاهری
گروه ایمورتال نیز همانند اغلب بندهای بلک متال، خرده فرهنگ‌های اصیل خود را حفظ کرده و از نمادهای مخصوص و گریم مردگان ((Corpse Paint) یک نوع آرایش مخوف و شبیه به جسد مرده) که در موسیقی بلک متال کاملاً رایج است استفاده می‌کنند که محبوبیت شدیدی را در زیرزمین برای گروه پدید آورده‌است.

## آلبوم‌ها
- ۱۹۹۲ : فلسفهٔ شیطانی بدر[۱]
- ۱۹۹۳ : هولوکاست خالص
- ۱۹۹۵ : جنگ در شمال
- ۱۹۹۷ : جانوران بلیزارد[۲]
- ۱۹۹۹ : در قلب زمستان
- ۲۰۰۰ : سردرگم در سیاهی
- ۲۰۰۲ : فرزندان تاریکی شمالی
- ۲۰۰۹ : همه سقوط خواهند کرد